# ジョナサン・ディアス
ジョナサン・ディアス（Jonathan Diaz, 1985年4月10日 - ）は、アメリカ合衆国フロリダ州マイアミ・デイド郡マイアミビーチ出身の元プロ野球選手（内野手）。右投右打。

## 経歴

### プロ入りとブルージェイズ傘下時代

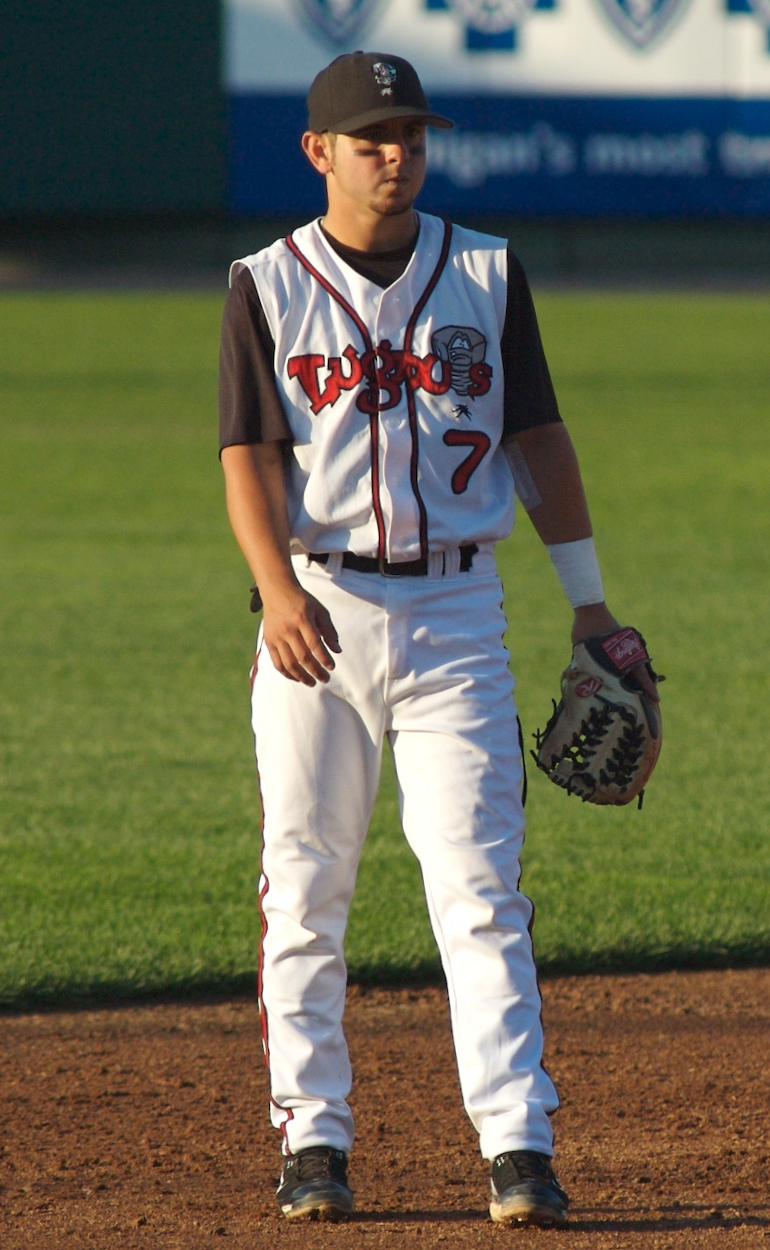
A級ランシング・ラグナッツでの現役時代
(2007年7月6日)

2006年のMLBドラフト12巡目（全体360位）でトロント・ブルージェイズから指名され、6月13日に契約を結んだ。契約後、傘下のA-級オーバーン・ダブルデイズでプロデビュー。73試合に出場して打率.200、1本塁打、26打点、5盗塁を記録した。
2007年はA級ランシング・ラグナッツでプレーし、120試合に出場して打率.246 、1本塁打、51打点、8盗塁を記録した。
2008年はA+級ダニーデン・ブルージェイズとAA級ニューハンプシャー・フィッシャーキャッツでプレー。A+級ダニーデンでは44試合に出場して打率.171、1本塁打、12打点、1盗塁を記録した。
2009年はAA級ニューハンプシャーとAAA級ラスベガス・フィフティワンズでプレー。AA級ニューハンプシャーでは65試合に出場して打率.214、1本塁打、14打点、3盗塁を記録した。
2010年もAA級ニューハンプシャーとAAA級ラスベガスでプレー。AA級ニューハンプシャーでは99試合に出場して打率.231、33打点、4盗塁を記録した。
2011年はA+級ダニーデン、AA級ニューハンプシャー、AAA級ラスベガスでプレー。AA級ニューハンプシャーでは70試合に出場して打率.252、1本塁打、19打点、7盗塁を記録した。
2012年はAA級ニューハンプシャーとAAA級ラスベガスでプレー。AAA級ラスベガスでは95試合に出場して打率.240、3本塁打、31打点、12盗塁を記録した。オフの11月3日にFAとなった。。

### レッドソックス時代

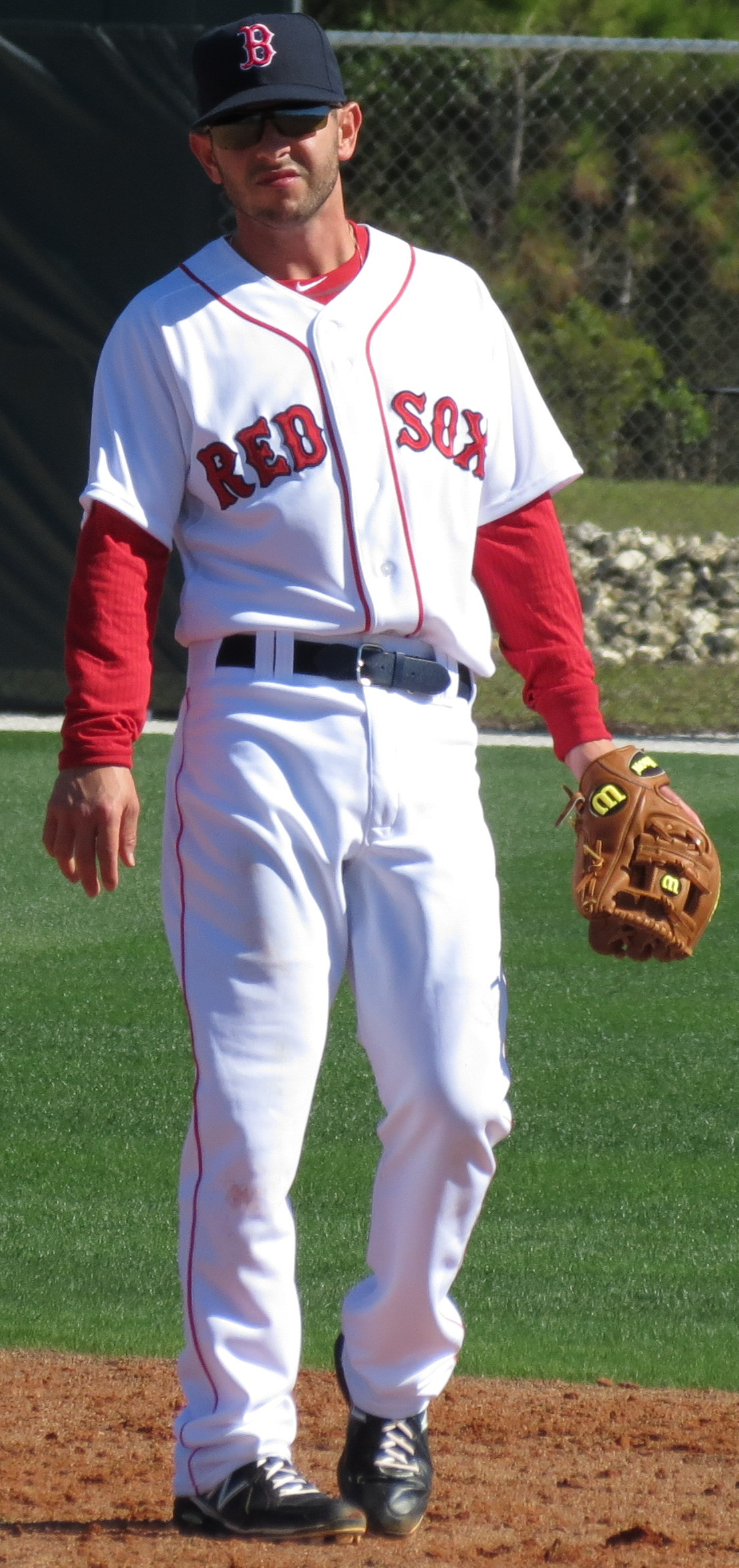
ボストン・レッドソックスでの現役時代
(2013年2月17日)

2012年12月7日にボストン・レッドソックスとマイナー契約を結んだ。
2013年は傘下のAAA級ポータケット・レッドソックスで開幕を迎え、6月29日にレッドソックスとメジャー契約を結んでアクティブ・ロースター入りした。同日のブルージェイズ戦でメジャーデビュー。正三塁手のウィル・ミドルブルックスがマイナー降格したこともあり、この日は「9番・三塁手」で先発起用されたが、3打数無安打に終わった。その後は代走や守備要員として起用されていたが、7月6日にAAA級ポータケットへ降格。7月8日にマイナー契約となった。この年メジャーでは5試合の出場にとどまり、打率.000だった。オフの11月5日にFAとなった。。

### ブルージェイズ時代
2013年11月11日に古巣のブルージェイズとマイナー契約を結んだ。
2014年3月31日に正遊撃手のホセ・レイエスが故障者リスト入りしたため、代役としてブルージェイズとメジャー契約を結んだ。レイエスの復帰後は代打や守備要員として出場していたが、打率は.176と結果を残せず、5月1日にマイナーで結果を残していたスティーブ・トールソンと入れ替わる形で、AAA級バッファロー・バイソンズへ降格した。5月11日に二塁手のクリス・ゲッツが不調でDFAになったこともあり、5月12日にメジャーへ再昇格。同日のロサンゼルス・エンゼルス戦にて「9番・遊撃手」で先発起用されたが、4打数無安打2三振とアピールできず、5月13日にAAA級バッファローへ再び降格した。その後6月25日にDFAとなり、6月28日にマイナー契約となってAAA級バッファローへ三たび降格した。
2015年はAAA級バッファローで開幕を迎え、4月28日にレイエスの故障者リスト入りにより、メジャー昇格した。5月5日にAAA級バッファローへ降格し、15日に40人枠外となった。その後、9月30日にメジャーに復帰した。最終的には7試合でプレーしただけであり、打率.154、2打点という打撃成績だった。守備では遊撃を6試合、左翼手を2試合で守り、無失策だった。オフの11月4日にFAとなった。

### ヤンキース傘下時代
2015年12月31日にニューヨーク・ヤンキースとマイナー契約を結んだ。
2016年は傘下のAAA級スクラントン・ウィルクスバリ・レイルライダースでプレーし、101試合に出場して打率.207、1本塁打、25打点、4盗塁を記録した。オフの11月7日にFAとなった。

### ブルージェイズ傘下復帰
2017年1月31日にブルージェイズとマイナー契約を結んだ。シーズンではAA級ニューハンプシャーとAAA級バッファローでプレーした。

### ヤンキース傘下復帰
2017年7月5日に金銭トレードで、ヤンキースへ移籍し、AAA級スクラントン・ウィルクスバリへ配属された。シーズン後、FAとなった。

## 詳細情報

### 年度別打撃成績
| 年 度    | 球 団    | 試 合 | 打 席 | 打 数 | 得 点 | 安 打 | 二 塁 打 | 三 塁 打 | 本 塁 打 | 塁 打 | 打 点 | 盗 塁 | 盗 塁 死 | 犠 打 | 犠 飛 | 四 球 | 敬 遠 | 死 球 | 三 振 | 併 殺 打 | 打 率 | 出 塁 率 | 長 打 率 | O P S |
| -------- | -------- | ----- | ----- | ----- | ----- | ----- | -------- | -------- | -------- | ----- | ----- | ----- | -------- | ----- | ----- | ----- | ----- | ----- | ----- | -------- | ----- | -------- | -------- | ----- |
| 2013     | BOS      | 5     | 4     | 4     | 2     | 0     | 0        | 0        | 0        | 0     | 0     | 0     | 0        | 0     | 0     | 0     | 0     | 0     | 0     | 0        | .000  | .000     | .000     | .000  |
| 2014     | TOR      | 23    | 45    | 38    | 3     | 6     | 1        | 0        | 0        | 7     | 4     | 1     | 0        | 2     | 0     | 3     | 0     | 2     | 14    | 1        | .158  | .256     | .184     | .440  |
| 2015     | TOR      | 7     | 16    | 13    | 1     | 2     | 0        | 0        | 0        | 2     | 2     | 0     | 0        | 1     | 0     | 1     | 0     | 1     | 3     | 0        | .154  | .267     | .154     | .421  |
| MLB：3年 | MLB：3年 | 35    | 65    | 55    | 6     | 8     | 1        | 0        | 0        | 9     | 6     | 1     | 0        | 3     | 0     | 4     | 0     | 3     | 17    | 1        | .145  | .242     | .164     | .406  |

### 年度別守備成績
内野守備
| 年 度 | 球 団 | 二塁（2B） | 二塁（2B） | 二塁（2B） | 二塁（2B） | 二塁（2B） | 二塁（2B） | 三塁（3B） | 三塁（3B） | 三塁（3B） | 三塁（3B） | 三塁（3B） | 三塁（3B） | 遊撃（SS） | 遊撃（SS） | 遊撃（SS） | 遊撃（SS） | 遊撃（SS） | 遊撃（SS） |
| 年 度 | 球 団 | 試 合      | 刺 殺      | 補 殺      | 失 策      | 併 殺      | 守 備 率   | 試 合      | 刺 殺      | 補 殺      | 失 策      | 併 殺      | 守 備 率   | 試 合      | 刺 殺      | 補 殺      | 失 策      | 併 殺      | 守 備 率   |
| ----- | ----- | ---------- | ---------- | ---------- | ---------- | ---------- | ---------- | ---------- | ---------- | ---------- | ---------- | ---------- | ---------- | ---------- | ---------- | ---------- | ---------- | ---------- | ---------- |
| 2013  | BOS   | 1          | 0          | 0          | 0          | 0          | ----       | 3          | 2          | 3          | 0          | 0          | 1.000      | -          | -          | -          | -          | -          | -          |
| 2014  | TOR   | 5          | 3          | 5          | 0          | 2          | 1.000      | -          | -          | -          | -          | -          | -          | 14         | 12         | 23         | 0          | 6          | 1.000      |
| 2015  | TOR   | -          | -          | -          | -          | -          | -          | -          | -          | -          | -          | -          | -          | 6          | 5          | 9          | 0          | 1          | 1.000      |
| MLB   | MLB   | 6          | 3          | 5          | 0          | 2          | 1.000      | 3          | 2          | 3          | 0          | 0          | 1.000      | 20         | 17         | 32         | 0          | 7          | 1.000      |

外野守備
| 年 度 | 球 団 | 左翼（LF） | 左翼（LF） | 左翼（LF） | 左翼（LF） | 左翼（LF） | 左翼（LF） | 中堅（CF） | 中堅（CF） | 中堅（CF） | 中堅（CF） | 中堅（CF） | 中堅（CF） | 右翼（RF） | 右翼（RF） | 右翼（RF） | 右翼（RF） | 右翼（RF） | 右翼（RF） |
| 年 度 | 球 団 | 試 合      | 刺 殺      | 補 殺      | 失 策      | 併 殺      | 守 備 率   | 試 合      | 刺 殺      | 補 殺      | 失 策      | 併 殺      | 守 備 率   | 試 合      | 刺 殺      | 補 殺      | 失 策      | 併 殺      | 守 備 率   |
| ----- | ----- | ---------- | ---------- | ---------- | ---------- | ---------- | ---------- | ---------- | ---------- | ---------- | ---------- | ---------- | ---------- | ---------- | ---------- | ---------- | ---------- | ---------- | ---------- |
| 2014  | TOR   | 1          | 2          | 0          | 0          | 0          | 1.000      | 1          | 0          | 0          | 0          | 0          | ----       | 1          | 0          | 0          | 0          | 0          | ----       |
| 2015  | TOR   | 2          | 4          | 0          | 0          | 0          | 1.000      | -          | -          | -          | -          | -          | -          | -          | -          | -          | -          | -          | -          |
| MLB   | MLB   | 3          | 6          | 0          | 0          | 0          | 1.000      | 1          | 0          | 0          | 0          | 0          | ----       | 1          | 0          | 0          | 0          | 0          | ----       |

### 背番号
- 76（2013年）
- 1（2014年 - 2015年）